# دامپتین
دامپتین (به فرانسوی: Domptin) یک کمون (فرانسه) در فرانسه است که در ان (ا-دو-فرانس) واقع شده‌است. دامپتین ۴٫۵۶ کیلومتر مربع مساحت دارد ۱۱۸ متر بالاتر از سطح دریا واقع شده‌است.